# Альпетте
Альпетте (італ. Alpette, п'єм. Alpëtte) — муніципалітет в Італії, у регіоні П'ємонт,  метрополійне місто Турин.
Альпетте розташоване на відстані близько 560 км на північний захід від Рима, 40 км на північ від Турина.
Населення — 278 осіб (2014).
Щорічний фестиваль відбувається 29 червня. Покровитель — Петро (апостол).

## Демографія
Населення за роками:

Станом на 1 січня 2023 року в муніципалітеті офіційно проживало 10 іноземців з 5 країн, серед них 6 громадян країн Євросоюзу.

## Сусідні муніципалітети
- Каніскьо
- Куорньє
- Понт-Канавезе
- Спароне